# Conde de Barbacena
Conde de Barbacena é um título nobiliárquico criado por D. João VI de Portugal, por Decreto de 23 de Setembro de 1816, em favor de Luís António Furtado de Castro do Rio de Mendonça e Faro, 7.º Visconde de Barbacena.
Titulares
1. Luís António Furtado de Castro do Rio de Mendonça e Faro, 6.º Visconde e 1.º Conde de Barbacena;
2. Francisco Furtado de Castro do Rio de Mendonça, 7.º Visconde e 2.º Conde de Barbacena.